# The Lost City
The Lost City (en español, La ciudad perdida), de 2005, es la primera película como director del actor cubano-estadounidense Andy García. Está basada en un guion de Guillermo Cabrera Infante.

## Argumento
Cuenta la historia de Federico (Fico) Fellove (Andy García), dueño de un cabaret en La Habana en el año 1958. Fico lucha por mantener unida a su familia en medio de cambios violentos, en el contexto de la lucha del pueblo cubano por derrocar al presidente Fulgencio Batista (Juan Fernández). Uno de sus hermanos es asesinado tras participar en el Asalto al Palacio Presidencial, y otro se incorpora a la guerrilla en la Sierra Maestra junto al Che Guevara (Jsu García).

## Reparto
- Andy García como Fico Fellove.
- Inés Sastre como Aurora Fellove.
- Tomás Milián como Don Federico Fellove.
- Richard Bradford como Don Donoso Fellove.
- Néstor Carbonell como Luis Fellove.
- Enrique Murciano como Ricardo Fellove.
- Dominik García-Lorido como Mercedes Fellove.
- Dustin Hoffman como Meyer Lansky.
- Bill Murray como El escritor.
- Juan Fernández como Fulgencio Batista.

## Trivia
Es la ópera prima del actor Andy García. La película fue filmada en República Dominicana.